# Championnat d'Angleterre de football de deuxième division 2004-2005
Navigation
Édition précédente Édition suivante
La saison 2004-2005 de FL Championship est la 102e édition de la deuxième division anglaise. La saison commence le 7 août 2004 et s'achève le 30 mai 2005. Le championnat oppose en matches aller-retour, vingt-quatre clubs professionnels, dont trois promus de League One et trois relégués de Premier League.
À la fin de la saison, les deux premiers sont promus en Premier League et les quatre suivants s'affrontent en barrages de promotion. Les trois derniers sont quant à eux relégués en League One.
Sunderland AFC remporte le championnat et obtient sa promotion en Premier League en compagnie de son dauphin Wigan Athletic. Les deux sont suivis par West Ham United qui remporte le barrage.
Gillingham, Nottingham Forest et Rotherham United sont quant à eux relégués en League One à l'issue de la saison.

## Clubs participants
| \| Brighton Burnley Cardiff Coventry Crewe Alexandra Derby County Gillingham Ipswich Leeds Leicester Millwall Nottingham Plymouth Preston QPR Reading Rotherham Sheffield Utd Stoke Sunderland Watford West Ham Wigan Wolverhampton \| Localisation des clubs |
| Brighton Burnley Cardiff Coventry Crewe Alexandra Derby County Gillingham Ipswich Leeds Leicester Millwall Nottingham Plymouth Preston QPR Reading Rotherham Sheffield Utd Stoke Sunderland Watford West Ham Wigan Wolverhampton                              |

Légende des couleurs
- Relégué de première division
- Promu de troisième division

| Club                    | D2 depuis | Classement 2003-2004 | Entraîneur       | Stade               | Capacité |
| ----------------------- | --------- | -------------------- | ---------------- | ------------------- | -------- |
| Leicester City          | 2004      | 18e (PL)             | Craig Levein     | Walkers Stadium     | 32 500   |
| Leeds United            | 2004      | 19e (PL)             | Kevin Blackwell  | Elland Road         | 37 697   |
| Wolverhampton Wanderers | 2004      | 20e (PL)             | Glenn Hoddle     | Molineux Stadium    | 28 525   |
| Sunderland AFC          | 2003      | 3e                   | Mick McCarthy    | Stadium of Light    | 49 000   |
| West Ham United         | 2003      | 4e                   | Alan Pardew      | Boleyn Ground       | 35 146   |
| Ipswich Town            | 2002      | 5e                   | Joe Royle        | Portman Road        | 30 311   |
| Wigan Athletic          | 2003      | 7e                   | Paul Jewell      | JJB Stadium         | 25 138   |
| Sheffield United        | 1994      | 8e                   | Neil Warnock     | Bramall Lane        | 32 609   |
| Reading FC              | 2002      | 9e                   | Steve Coppell    | Madejski Stadium    | 24 161   |
| Millwall FC             | 2001      | 10e                  | Dennis Wise      | The New Den         | 20 146   |
| Stoke City              | 2002      | 11e                  | Tony Pulis       | Britannia Stadium   | 28 000   |
| Coventry City           | 2001      | 12e                  | Micky Adams      | Highfield Road      | 23 849   |
| Cardiff City            | 2003      | 13e                  | Lennie Lawrence  | Ninian Park         | 22 008   |
| Nottingham Forest       | 1999      | 14e                  | Gary Megson      | City Ground         | 30 602   |
| Preston North End       | 2000      | 15e                  | Billy Davies     | Deepdale            | 24 500   |
| Watford FC              | 2000      | 16e                  | Aidy Boothroyd   | Vicarage Road       | 19 920   |
| Rotherham United        | 2001      | 17e                  | Ronnie Moore     | Millmoor            | 8 300    |
| Crewe Alexandra         | 2003      | 18e                  | Dario Gradi      | Alexandra Stadium   | 10 046   |
| Burnley FC              | 2000      | 19e                  | Steve Cotterill  | Turf Moor           | 22 546   |
| Derby County            | 2002      | 20e                  | George Burley    | Pride Park Stadium  | 33 597   |
| Gillingham FC           | 2000      | 21e                  | Stan Ternent     | Priestfield Stadium | 11 582   |
| Plymouth Argyle         | 2004      | 1er (SD)             | Bobby Williamson | Home Park           | 19 500   |
| Queens Park Rangers     | 2004      | 2e (SD)              | Ian Holloway     | Loftus Road         | 19 128   |
| Brighton & Hove Albion  | 2004      | 4e (SD)              | Mark McGhee      | Withdean Stadium    | 8 850    |

## Compétition

### Classement
Le classement est établi sur le barème de points classique (victoire à 3 points, match nul à 1, défaite à 0).
Pour départager les égalités, on tient d'abord compte de la différence de buts générale, puis du nombre de buts marqués, puis des confrontations directes et enfin si la qualification ou la relégation est en jeu, les deux équipes jouent une rencontre d'appui sur terrain neutre.
| Rang | Équipe                    | Pts | J  | G  | N  | P  | Bp | Bc | Diff |
| ---- | ------------------------- | --- | -- | -- | -- | -- | -- | -- | ---- |
| 1    | Sunderland AFC            | 94  | 46 | 29 | 7  | 10 | 76 | 41 | +35  |
| 2    | Wigan Athletic            | 87  | 46 | 25 | 12 | 9  | 79 | 35 | +44  |
| 3    | Ipswich Town              | 85  | 46 | 24 | 13 | 9  | 85 | 56 | +29  |
| 4    | Derby County              | 76  | 46 | 22 | 10 | 14 | 71 | 60 | +11  |
| 5    | Preston North End         | 75  | 46 | 21 | 12 | 13 | 67 | 58 | +9   |
| 6    | West Ham United           | 73  | 46 | 21 | 10 | 15 | 66 | 56 | +10  |
| 7    | Reading FC                | 70  | 46 | 19 | 13 | 14 | 51 | 44 | +7   |
| 8    | Sheffield United          | 67  | 46 | 18 | 13 | 15 | 57 | 56 | +1   |
| 9    | Wolverhampton Wanderers R | 66  | 46 | 15 | 21 | 10 | 72 | 59 | +13  |
| 10   | Millwall FC               | 66  | 46 | 18 | 12 | 16 | 51 | 45 | +6   |
| 11   | Queens Park Rangers P     | 62  | 46 | 17 | 11 | 18 | 54 | 58 | -4   |
| 12   | Stoke City                | 61  | 46 | 17 | 10 | 19 | 36 | 38 | -2   |
| 13   | Burnley FC                | 60  | 46 | 15 | 15 | 16 | 38 | 39 | -1   |
| 14   | Leeds United R            | 60  | 46 | 14 | 18 | 14 | 49 | 52 | -3   |
| 15   | Leicester City R          | 57  | 46 | 12 | 21 | 13 | 49 | 46 | +3   |
| 16   | Cardiff City              | 54  | 46 | 13 | 15 | 18 | 48 | 51 | -3   |
| 17   | Plymouth Argyle P         | 53  | 46 | 14 | 11 | 21 | 52 | 64 | -12  |
| 18   | Watford FC                | 52  | 46 | 12 | 16 | 18 | 52 | 59 | -7   |
| 19   | Coventry City             | 52  | 46 | 13 | 13 | 20 | 61 | 73 | -12  |
| 20   | Brighton & Hove Albion P  | 51  | 46 | 13 | 12 | 21 | 40 | 65 | -25  |
| 21   | Crewe Alexandra           | 50  | 46 | 12 | 14 | 20 | 66 | 86 | -20  |
| 22   | Gillingham FC             | 50  | 46 | 12 | 14 | 20 | 45 | 66 | -21  |
| 23   | Nottingham Forest         | 44  | 46 | 9  | 17 | 20 | 42 | 66 | -24  |
| 24   | Rotherham United          | 29  | 46 | 5  | 14 | 27 | 35 | 69 | -34  |

| Légende | Légende                                                       |
| ------- | ------------------------------------------------------------- |
|         | Promu en Premier League                                       |
|         | Qualification pour les barrages d'accession en Premier League |
|         | Relégation en League One                                      |
|         | R : Relégué de Premier League P : Promu de Second Division    |

### Barrages de promotion
|  | Demi-finale  | Demi-finale       | Demi-finale     | Demi-finale     |                   |                   | Finale                     | Finale                     | Finale                     | Finale                     |
|  |              |                   |                 |                 |                   |                   |                            |                            |                            |                            |
|  | 15 et 19 mai | 15 et 19 mai      | 15 et 19 mai    | 15 et 19 mai    |                   |                   | 30 mai, Millennium Stadium | 30 mai, Millennium Stadium | 30 mai, Millennium Stadium | 30 mai, Millennium Stadium |
|  | 5            | Preston North End | 2               | 0               |                   |                   | 30 mai, Millennium Stadium | 30 mai, Millennium Stadium | 30 mai, Millennium Stadium | 30 mai, Millennium Stadium |
|  | 5            | Preston North End | 2               | 0               |                   |                   | 30 mai, Millennium Stadium | 30 mai, Millennium Stadium | 30 mai, Millennium Stadium | 30 mai, Millennium Stadium |
|  | 4            | Derby County      | 0               | 0               |                   |                   | 30 mai, Millennium Stadium | 30 mai, Millennium Stadium | 30 mai, Millennium Stadium | 30 mai, Millennium Stadium |
|  | 4            | Derby County      | 0               | 0               | Preston North End | Preston North End | 0                          | 0                          |                            |                            |
|  | 14 et 18 mai |                   |                 |                 | Preston North End | Preston North End | 0                          | 0                          |                            |                            |
|  |              |                   | West Ham United | West Ham United | 1                 | 1                 |                            |                            |                            |                            |
|  | 6            | West Ham United   | West Ham United | West Ham United | 1                 | 1                 | 2                          | 2                          |                            |                            |
|  | 6            | West Ham United   |                 |                 |                   |                   |                            | 2                          |                            |                            |
|  | 3            | Ipswich Town      | 2               | 0               |                   |                   |                            |                            |                            |                            |
|  | 3            | Ipswich Town      | 2               | 0               |                   |                   |                            |                            |                            |                            |

## Statistiques
| Position | Nom               | Club                    | Buts |
| -------- | ----------------- | ----------------------- | ---- |
| 1        | Nathan Ellington  | Wigan Athletic          | 24   |
| 2        | Jason Roberts     | Wigan Athletic          | 21   |
| 2        | Teddy Sheringham  | West Ham United         | 21   |
| 4        | Shefki Kuqi       | Ipswich Town            | 20   |
| 4        | Darren Bent       | Ipswich Town            | 20   |
| 6        | Dave Kitson       | Reading FC              | 19   |
| 6        | Kenny Miller      | Wolverhampton Wanderers | 19   |
| 8        | Marlon Harewood   | West Ham United         | 18   |
| 8        | Paul Furlong      | Queens Park Rangers     | 18   |
| 10       | Richard Cresswell | Preston North End       | 17   |
| 10       | Dean Ashton       | Crewe Alexandra         | 17   |

| Position | Nom                 | Club                    | Passes |
| -------- | ------------------- | ----------------------- | ------ |
| 1        | Neal Ardley         | Cardiff City            | 13     |
| 2        | Iñigo Idiakez       | Derby County            | 12     |
| 2        | Jason Roberts       | Wigan Athletic          | 12     |
| 2        | Matthew Etherington | West Ham United         | 12     |
| 2        | Darren Bent         | Ipswich Town            | 12     |
| 2        | Kenny Lunt          | Crewe Alexandra         | 12     |
| 7        | Marlon Harewood     | West Ham United         | 10     |
| 7        | Eddie Lewis         | Preston North End       | 10     |
| 9        | Ian Westlake        | Ipswich Town            | 9      |
| 9        | Lee Naylor          | Wolverhampton Wanderers | 9      |
| 9        | Jim Magilton        | Ipswich Town            | 9      |
| 9        | Jermaine Wright     | Leeds United            | 9      |
| 9        | Lee Cook            | Queens Park Rangers     | 9      |